# سی‌جی‌جی
سی‌جی‌جی (به فرانسوی: CGG) شرکت خدمات نفت و گاز فرانسوی است، که در زمینه اکتشاف نفت و گاز و توسعه میادین با تمرکز بر ارائه خدمات ژئوفیزیک، لرزه‌نگاری سه‌بعدی و خدمات نرم‌افزاری فعالیت می‌نماید. شرکت سی‌جی‌جی در سال ۲۰۰۷ با ادغام شرکت‌های سی‌جی‌جی و وریتاس دی‌جی‌سی تشکیل شد.

## تاریخچه

### سی‌جی‌جی
سی‌جی‌جی، (به انگلیسی: CGG) شرکت خدمات حفاری نفت و گاز است، که در سال ۱۹۳۱ توسط کنراد شلومبرجر تأسیس شد و اولین پروژه لرزه نگاری خود را، در سال ۱۹۳۲ اجرا نمود. در سال ۱۹۶۶، سی‌جی‌جی اولین مرکز پردازش داده‌های لرزه‌ای را، در شهر مسی فرانسه افتتاح کرد.

### وریتاس دی‌جی‌سی

#### وریتاس انرژی
وریتاس انرژی، (به انگلیسی: Veritas Energy) در سال ۱۹۷۴ توسط رافائل بی. کروز در شهر کالگری، کانادا تأسیس شد. وریتاس انرژی، یک شرکت ارائه دهنده خدمات ژئوفیزیک بود، که بعدها، توسط دی. بی. رابسون خریداری شد.

#### دی‌جی‌کان
دی‌جی‌کان، ((به انگلیسی: Digicon Inc) در سال ۱۹۶۵ در هیوستون، تگزاس تأسیس شد. این شرکت، در زمینه اعمال محاسبات دیجیتال در صنعت ژئوفیزیک فعالیت می‌نمود. در سال ۱۹۶۹، نام این شرکت از دی‌جی‌کان، به دی‌جی‌سی؛ تغییر پیدا کرد و در همان سال، سهام آن به صورت عمومی در بورس اوراق بهادار آمریکا واگذار شد.

#### وریتاس دی‌جی‌سی
وریتاس دی‌جی‌سی، (به انگلیسی: Veritas DGC) شرکت ارائه دهنده خدمات نفت و گاز بود، که در سال ۱۹۹۶، با ادغام شرکت‌های وریتاس انرژی و دی‌جی‌سی، (دی‌جی‌کان) تشکیل شد.

### سی‌جی‌جی‌وریتاس
سی‌جی‌جی‌وریتاس، در سال ۲۰۰۷، با ادغام دو شرکت سی‌جی‌جی و وریتاس دی‌جی‌سی تشکیل شد. ابتدا وریتاس دی‌جی‌سی توسط شرکت سی‌جی‌جی خریداری شد، سپس دو شرکت، با هم ادغام شدند. شرکت تازه تأسیس، سی‌جی‌جی‌وریتاس نام گرفت.

## فعالیت‌ها
کمپانی سی‌جی‌جی‌وریتاس، در زمینه اکتشاف، حفاری و تولید نفت خام و گاز طبیعی، در مناطق خشکی، آب‌های کم عمق، آب‌های عمیق و بستر دریاها و نیز در زمینه تفسیر و پردازش داده‌های لرزه‌ای فعالیت می‌نماید. سی‌جی‌جی‌وریتاس، همچنین دارای ناوگان دریایی پیشرفته، با کشتی‌ها و سکوهای نیمه شناور حفاری می‌باشد.